# Центр даних

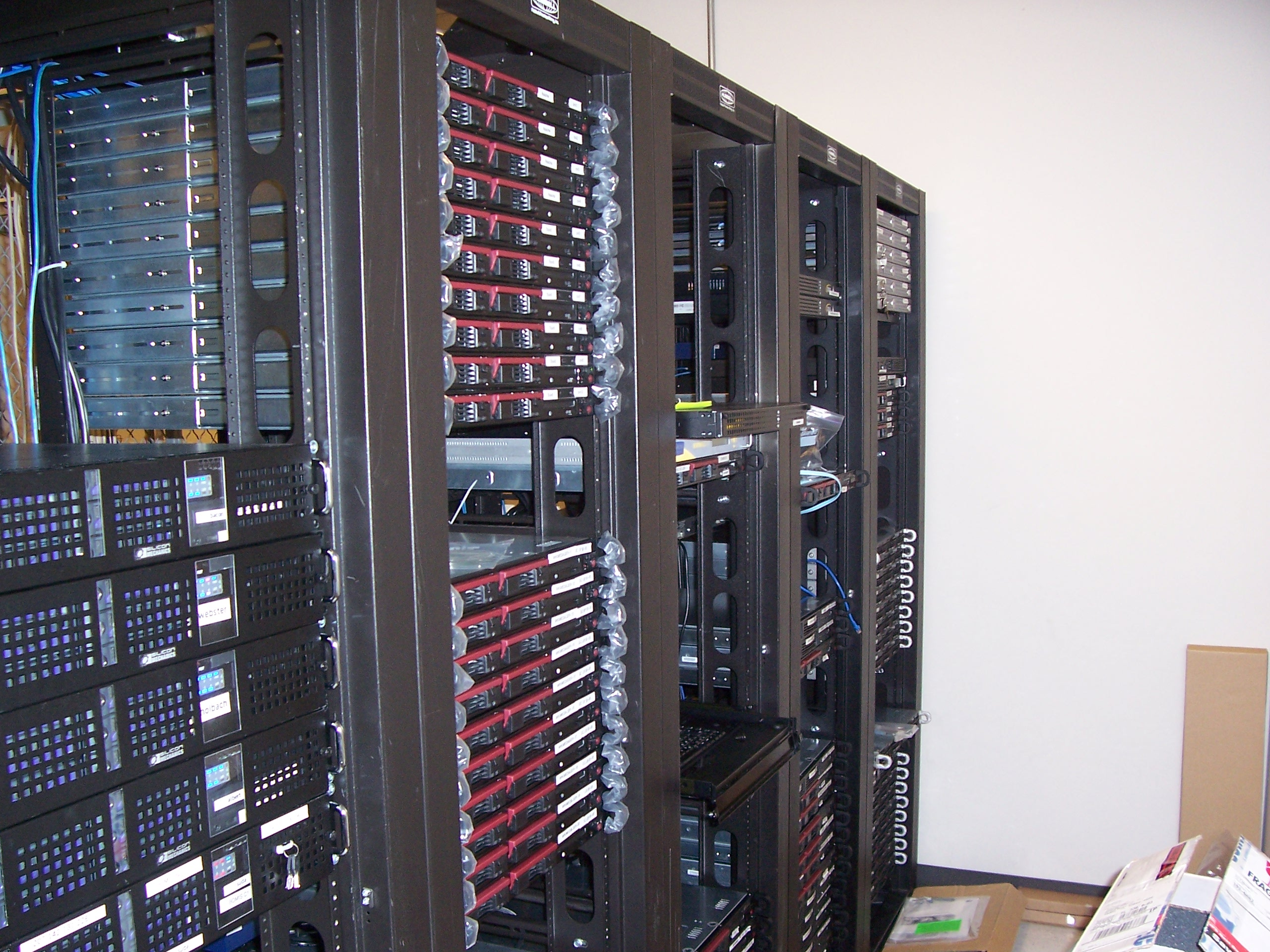
Серверні стійки фонду Вікімедіа

Дата-центр або Це́нтр да́них (англ. data center, додаткові назви центр зберігання та обробки даних (ЦЗОД), центр опрацювання даних (ЦОД)) — приміщення у споруді, будівля або група будівель, призначена для збирання, нагромадження й зберігання великих обсягів інформації та їх опрацювання. Обчислення здійснюють комп'ютери високої продуктивності та їх пристрої введення та виведення інформації, які за допомогою Інтернету здійснюють обмін інформації між центром даних і зовнішнім середовищем — людьми, технологічними пристроями, іншими центрами даних, тощо.

## Опис
Центр опрацювання даних (ЦОД) є сукупністю спланованих певним чином територій, зовнішніх майданчиків (анклавів), будівель, приміщень, зі встановленими інженерними системами забезпечення та обслуговчим персоналом, що утворюють загальний фізичний простір і технологічне середовище для розміщення комп'ютерів, електронних та інших засобів приймання, передавання, обробки, зберігання інформації і забезпечують заданий ступінь доступності (готовності), розміщеного обладнання у певному режимі функціонування.
Будівництво та експлуатація центрів даних здійснюється згідно з низкою стандартів. Центр даних може бути підрозділом телекомунікаційної компанії або ж окремою організацією.
Основна діяльність центру даних полягає у встановленні та подальшому обслуговуванні серверного та комунікаційного обладнання клієнтів згідно з умовами колокації або виділення серверів. Обладнання розміщується на серверних стійках і/або шафах. Якість та пропускна здатність каналів зв'язку центру безпосередньо впливають на якість послуг, які він надає, оскільки основним показником їх оцінки є час доступності розміщеного в центрі сервера (англ. uptime).
Найдавнішим центром даних України[джерело?] є ColoCall (працює з 1 серпня 2000 року). Найбільшим спеціалізованим центром України[джерело?] є ЦОД «De Novo», площею 2117 м² і потужністю 3,3 МВт.

## Будова

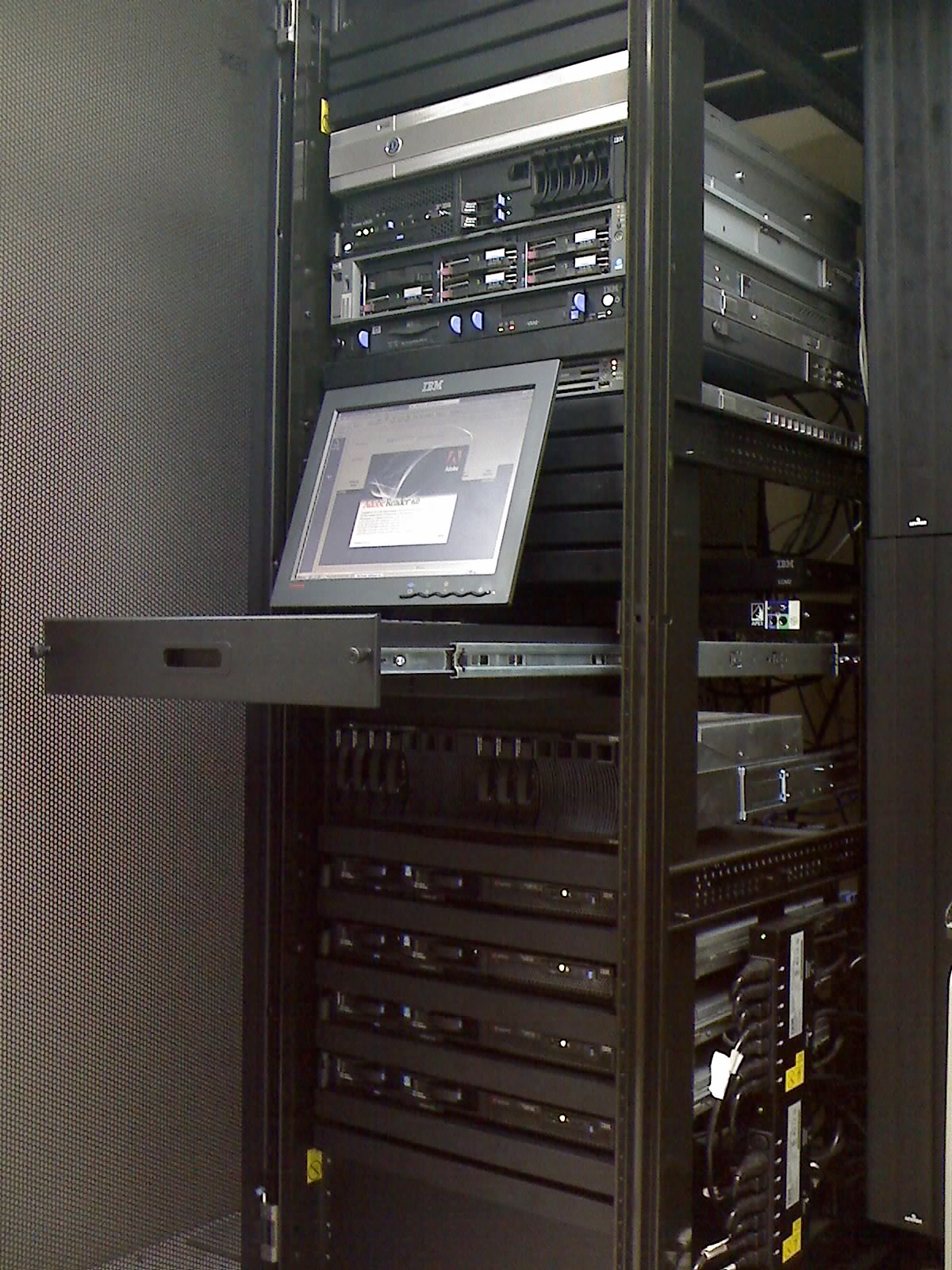
Серверна стійка

Відповідно до TIA/EIA-942 структура ЦОД складається з трьох основних підсистем:
- MDA/Main Distribution Area — головна розподільна підсистема, забезпечує інтерфейс доступу до ЦОД і розподіляє трафік головної магістралі по внутрішніх магістралях. Вона охоплює кінцеве обладнання операторів зв'язку, маршрутизатори, магістральні комутатори тощо Тут МС — головний розподільний вузол, HC — комутаційний вузол, що розподіляє магістральний трафік локальними лініями;
- HDA/Horizontal Distribution Area — горизонтальна розподільча підсистема, направляє трафіки внутрішніх магістралей локальними лініями (довжиною не більше 100м), що виходять в апаратні зони (стійки). Крім пасивного обладнання в ній використовуються комутатори ЛВС, КВМ-комутатори тощо;
- EDA/Equipment Distribution Area — підсистема розводки по обладнанню, котра доправляє трафік в робочі області до серверів, дискових масивів тощо. Для обслуговування областей, де потрібні часті переконфігурації, можуть застосовуватися зонові сегменти з вузлами консолідації (ZDA).

## Завдання
Центр обробки даних (ЦОД) — це комплексна централізована система, яка забезпечує безперервність бізнес-процесів з високим рівнем продуктивності та готовності сервісів, що має:
- високонадійне серверне обладнання,
- систему зберігання даних,
- активне мережеве обладнання,
- архітектурно-технічні рішення щодо резервування й дублювання критично важливих сервісів інформаційних систем,
- забезпечення інженерної інфраструктури,Працівник ЦОД переглядає статистику його роботифізичний захист приміщень,
- системи керування та моніторингу,
- перелік організаційних заходів.

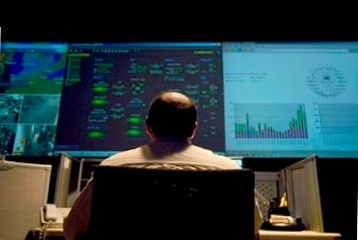
Працівник ЦОД переглядає статистику його роботи

До того ж надає переваги у наступних сферах:
- мінімізація часу доступу до інформації за будь-якої кількості запитів
- збільшення доступного для кожного користувача дискового простору
- збільшення доступності даних
- відсутність часових витрат на резервне копіювання і відновлення даних
- підвищення захищеності системи від збоїв і втрати інформації

## Класифікація

### За відповідністю до вимог стандартів
У ряді країн є стандарти щодо обладнання приміщень центрів даних, що дозволяють об'єктивно оцінити здатність центру забезпечити той чи інший рівень сервісу. Наприклад, у США прийнято американський (ANSI) стандарт TIA-942, що дає рекомендації як створювати центри даних, і ділить ці центри на типи за ступенем надійності.
Фактично, TIA-942 сприймається в усьому світі як єдиний стандарт для ЦОД, однак слід зазначити що він досить давно не оновлювався. Водночас, жваво розвивається стандарт BICSI 002 2010 Data Center Design and Implementation Best Practices, котрий з'явився 2010 року і оновлений 2011-го.
Кожен із стандартів, здебільшого має власну внутрішню класифікацію за сукупністю їх параметрів.

### За розміром
- Великі центри даних мають власні будівлі, навмисно улаштовані для забезпечення найкращих умов розміщення. Зазвичай вони мають свої канали зв'язку, до яких під'єднані сервери.

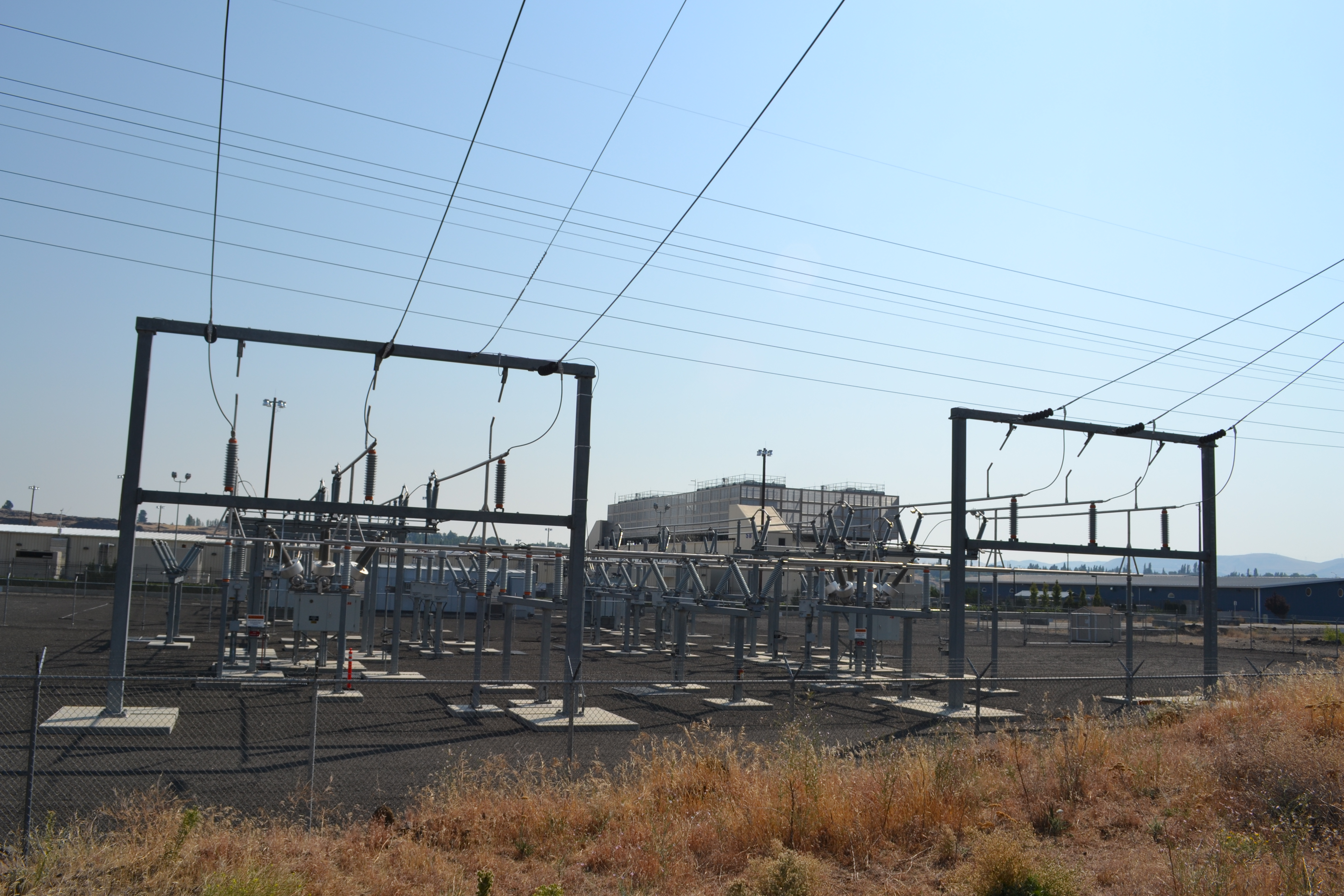
Енергоцентр для обслуговування серверів Google в Орегоні

- Модульні ЦОД збираються з модульних блоків, вони мають різні конструктивні особливості, масштабуються від найменшої площі серверного залу одного модуля, збільшуються до умовної нескінченності шляхом поступового нарощування модулів. Мають підвищені рівні безпеки роботи автономних систем ЦОД.
- Середні ЦОД зазвичай орендують майданчик певного розміру і канали певної пропускної здатності (переважно вимірюється в Гбіт/с).
- Малі ЦОД розміщуються в малопристосованих приміщеннях. Часто ними використовується обладнання поганої якості, а також надається мінімум послуг.
- Контейнерні ЦОД. Стійки з обладнанням розташовують в стандартних ISO контейнерах розміром 20 і 40 футів. Мають переваги, оскільки можуть перевозитися автомобільним і залізничним транспортом.

### За надійністю
Основний показник роботи ЦОД — відмовостійкість; також важлива вартість експлуатації, показники енергоспоживання і регулювання температурного режиму.
Наприклад, стандарт TIA-942 передбачає чотири рівні надійності ЦОД:
- Рівень 1 (N) — відмови устаткування або проведення ремонтних робіт призводять до зупинки роботи всього ЦОД; в центрі відсутні резервні джерела електропостачання та джерела безперебійного живлення; інженерна інфраструктура не зарезервована;
- Рівень 2 (N+1) — невеликий рівень резервування; в центрі є фальшполи і запасні джерела електропостачання, однак проведення ремонтних робіт також викликає зупинку роботи ЦОД;
- Рівень 3 (2N) — можливість проведення ремонтних робіт (зокрема заміну компонентів системи, їх додавання і видалення тих, що вийшли з ладу) без зупинки роботи ЦОД; інженерні системи одноразово зарезервовані, є кілька каналів розподілу електроживлення та охолодження, однак постійно активний тільки один з них;
- Рівень 4 (2 (N+1)) — є можливість проведення будь-яких робіт без зупинки роботи ЦОД; інженерні системи дворазово зарезервовані, тобто продубльовані як основна, так і додаткова системи (наприклад, безперервне живлення представлено двома ДБЖ, кожен з яких вже зарезервовано за схемою N+1).

### За призначенням

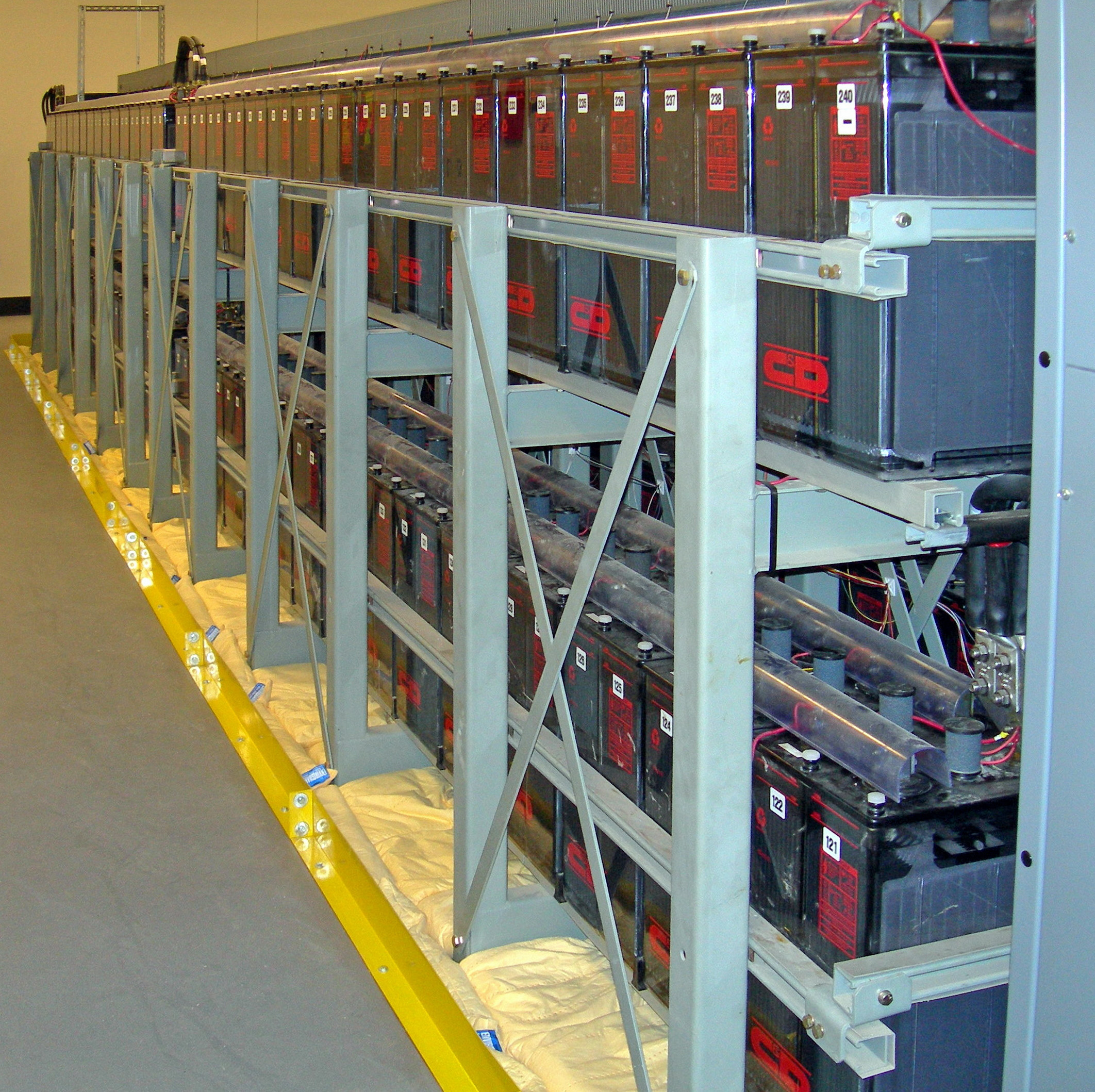
Акумулятори в центрі даних

ЦОД за видом використання поділяють на корпоративні, призначені для обслуговування конкретної компанії, і комерційні (аутсорсингові), що надають послуги всім охочим. Також розрізняють провайдерозалежні і провайдеронезалежні центри. Перші слугують для забезпечення діяльності телекомунікаційних операторів, другі можуть використовуватися різними компаніями відповідно до їх потреб.

## Мережева інфраструктура
Комунікації ЦОД найчастіше засновані на мережах з використанням протоколу IP. Центр містить кілька маршрутизаторів і мережевих комутаторів, які керують трафіком між серверами і «зовнішнім світом». Для надійності ЦОД інколи під'єднаний до інтернету за допомогою безлічі різних зовнішніх каналів від різних постачальників послуг інтернету (провайдерів).
Деякі сервери в ЦОД призначені для роботи базових і інтернет-служб, які використовуються всередині організації: поштові сервера, проксі-сервери, DNS-сервери та інше.
Мережевий рівень безпеки підтримують міжмережеві екрани, VPN-шлюзи, системи виявлення вторгнень тощо. Також використовуються системи моніторингу трафіку і деяких додатків. Розвиваються й дешеві «треш-дата-центрів» — це великий склад або ангар, щонайменше пристосований для розміщення стійок. Якщо користувач бажає мати безперервне електроживлення, то повинен поставити власні джерела безперебійного живлення.